# La Belle Vie (téléfilm, 2009)
Cet article concerne le téléfilm de Virginie Wagon. Pour le téléfilm de Lazare Iglésis, voir La Belle Vie.
Pour les articles homonymes, voir La Belle Vie.
La Belle Vie est un téléfilm français réalisé par Virginie Wagon, en 2008.
Cette comédie raconte l'ascension et la chute d'une jeune femme propulsée dans l'univers de la finance.

## Synopsis
Béa (Valérie Donzelli), une jeune femme ordinaire, devient assistante dans une grande banque internationale. Se rendant rapidement indispensable, elle gagne peu à peu la confiance de son patron (Michel Voïta). Un jour, elle dérape et endosse un chèque à son nom. Réalisant que son geste passe inaperçu, Béa se met à détourner des sommes de plus en plus faramineuses. Euphorique, grisée par l'univers de luxe auquel elle a désormais accès, elle se croit infaillible et commence à mener une double vie : aux yeux de ses nouveaux amis fortunés, Béa passe pour une riche banquière, jusqu'au jour où ses employeurs découvrent le pot aux roses...

## Fiche technique
- Réalisateur : Virginie Wagon
- Scénario : Virginie Wagon et Victor Bellaïch
- Musique : Alex Beaupain
- Date de diffusion : 8 mai 2009 sur Arte
- Durée : 95 minutes.

## Distribution
- Valérie Donzelli : Béa
- Michel Voïta : Rockwell
- Boris Terral : Camille
- Agathe Dronne : Jo
- Nicolas Vaude : Gus
- Nadia Fossier : Candice
- Arièle Semenoff : Mme Borghese
- Sophie-Charlotte Husson : Phyllis
- Karin Swenson : Ingrid
- Frédéric Chau : Tin Kok
- Damien De Vannet
- Pascal Tantot : Binardineau
- Florence Denou : Mme Teschner
- Hervé Walbecq : Philippin
- Matthieu Dahan : Simon
- Dimitri Radochevitch : le voisin Borghese
- Derwell Lemeur Grall : la caissière de la banque
- Thierry Paret : Pillet
- Sheila Trubacek : l'enchérisseuse
- Alex Waltz : André
- Corina Pomerantz : Charlotte
- Jean-Claude Bolle-Reddat : Bercos
- Jeanne Bournaud : Laura
- Margareta Bluet : l'amie #1
- Mourad Karoui : l'amie #2
- Denis Baronnet : l'ami #3
- David Tissot : Rougié
- Franck Kronovsek : Philémon
- Jean-Marc Montaldo : Enrico
- Emmanuel Dabbous : l'animateur vente
- Olga Sékulic : la directrice chic
- Nicolas Descombes : l'agent immobilier
- Dominique Fouilland : le maître d'hôtel
- Sabine Cissé : la vendeuse H&M
- Alexis Perret : l'inspecteur
- Jean-Sébastien Viguié : l'armurier
- Franciana Fety-Costa : l'infirmière
- Laurent Gérard : le vendeur homme